# Jongliberalen
Jongliberalen (Giovani Liberali), fino al luglio 2024 Jong VLD, è l'organizzazione giovanile del partito politico belga fiammingo Liberali e Democratici Fiamminghi Aperti (Open VLD). Jongliberalen è un'organizzazione politica giovanile indipendente che mira a diffondere l'ideologia liberale e motivare i giovani a familiarizzare con la politica. Possono farne parte i giovani di età compresa tra 14 e 35 anni. Jongliberalen è attivo a livello locale, provinciale, nazionale e internazionale.

## Storia
Il predecessore di Jongliberalen fu la Liberale Jonge Wachten (1872–1961). Questa associazione giovanile liberale ebbe origine nei circoli studenteschi urbani. La prima sezione di Jongliberalen fu fondata nel 1872 ad Anversa. Seguirono presto altre sezioni locali, operanti indipendentemente l'una dall'altra. Nel 1904 fu fondata un'associazione, la Nationaal Verbond der Liberale Jonge Wachten (NVJW). Nel 1907, 97 sezioni erano già affiliate a questa associazione nazionale.
L'obiettivo delle Liberale Jonge Wachten era difendere e diffondere gli ideali liberali. Ciò si concretizzò attraverso numerose attività, come la partecipazione a congressi o campagne elettorali, e l'organizzazione di balli, gala e cene di beneficenza. Nel 1923, l'associazione ottenne diversi seggi nel consiglio direttivo del Partito Liberale.
A causa di vari cambi di nome, il Liberale Jonge Wachten si è evoluto dopo la seconda guerra mondiale nell'attuale Jongliberalen.
Molti membri del consiglio direttivo della Liberale Jonge Wachten divennero in seguito noti politici liberali, come Frans Grootjans e Willy De Clercq.

## Attività
Jongliberalen organizza una vasta gamma di attività, tra cui:
- dibattiti di attualità
- dibattiti tematici attorno a 4 temi stagionali all'anno
- congressi
- un'università stagionale

Ogni anno assegna il Pallone Blu, un premio che mette in cattiva luce la politica o il liberalismo.
Come il suo omologo vallone, Jeunes MR, Jongliberalen è membro della Gioventù Liberale Europea (LYMEC).

## Presidenti
| Presidente                                                                 | Periodo                                                    |
| Federazione della Gioventù Liberale del Belgio (1950–1962)                 | Federazione della Gioventù Liberale del Belgio (1950–1962) |
| -------------------------------------------------------------------------- | ---------------------------------------------------------- |
| Jean Van Crombrugge                                                        | 1950–1953                                                  |
| Franz Janssens                                                             | 1953–1954                                                  |
| Frans Grootjans                                                            | 1954–1957                                                  |
| Willy De Clercq                                                            | 1957–1958                                                  |
| Jacques Waefelaer                                                          | 1958–1960                                                  |
| Pierre Cabuy                                                               | 1961                                                       |
| Francis Moulaert                                                           | 1961–1963                                                  |
| Associazione Nazionale Giovanile per la Libertà e il Progresso (1962–1971) |                                                            |
| Herman De Croo                                                             | 1963–1966                                                  |
| Jean-Pierre Poupko                                                         | 1966–1968                                                  |
| Charles Petitjean                                                          | 1968–1970                                                  |
| Gustaaf Van Wichelen                                                       | 1970–1972                                                  |
| Jean Ghislain                                                              | 1972–1974                                                  |
| PVV-Jongeren (1971–1992)                                                   |                                                            |
| Willy Schollaert                                                           | 1971–1974                                                  |
| Freddy Neyts                                                               | 1974–1976                                                  |
| Piet Jassogne                                                              | 1976–1977                                                  |
| Karel De Gucht                                                             | 1977–1979                                                  |
| Guy Verhofstadt                                                            | 1979–1982                                                  |
| Alfons Van Hauter                                                          | 1982–1985                                                  |
| Jan Nolf                                                                   | 1985–1986                                                  |
| Geert Versnick                                                             | 1986–1991                                                  |
| Guy Serraes                                                                | 1991–1993                                                  |
| Jong VLD (1993–2024)                                                       |                                                            |
| Didier De Buyst                                                            | 1993–1994                                                  |
| Eric Finé                                                                  | 1994–1996                                                  |
| Peter Reekmans                                                             | 1996–1998                                                  |
| Koen Minne                                                                 | 1997                                                       |
| Jo De Ro                                                                   | 1998–1999                                                  |
| Ronny Slootmans                                                            | 1999–2002                                                  |
| Stefaan Noreilde                                                           | 2002–2003                                                  |
| Dewi Van De Vyver                                                          | 2003–2005                                                  |
| Edward Roosens                                                             | 2005–2007                                                  |
| Philippe De Backer                                                         | 2007–2010                                                  |
| Wim Aerts                                                                  | 2010–2011                                                  |
| Frederick Vandeput                                                         | 2011–2013                                                  |
| Bert Schelfhout                                                            | 2013–2015                                                  |
| Maurits Vande Reyde                                                        | 2015–2017                                                  |
| Hans Maes                                                                  | 2017–2019                                                  |
| Tess Minnens                                                               | 2019–2021                                                  |
| Philippe Nys                                                               | 2021–2023                                                  |
| Sepp Tyvaert                                                               | 2023–2024                                                  |
| Jongliberalen (dal 2024)                                                   |                                                            |
| Sepp Tyvaert                                                               | dal 2024                                                   |